# Championnat du monde de hockey sur glace 1957
Navigation
Italie 1956 Norvège 1958
Le vingt-quatrième  championnat du monde de hockey sur glace et par la même occasion le trente-cinquième championnat d'Europe a eu lieu entre le 24 février et le 5 mars 1957 à Moscou dans l'Union des républiques socialistes soviétiques, aujourd'hui ville de Russie.

## Contexte
Cette première édition dans le pays des champions en titre a été masqué par les évènements de l'année passée lors de l'insurrection de Budapest. En réaction à cet épisode, les équipes canadiennes et américaines ont boycotté le championnat du monde, bientôt suivi par l'Allemagne Fédérale, l'Italie, la Norvège et la Suisse.
Ces désistements ont permis à l'Allemagne de l'Est de participer pour la première fois au Championnat du monde A et le Japon a participé pour la première fois depuis la fin de la Seconde Guerre mondiale. En l'absence des représentants nord-américains, les soviétiques sont donnés favoris du championnat du monde.
Huit nations au total ont participé à la compétition et toutes les équipes ont joué dans le même championnat (pas de championnat B).

## Résultats
| 24 février - Finlande 5-3 Pologne - Tchécoslovaquie 9-0 Autriche - Suède 11-1 Allemagne de l'Est - URSS 16-0 Japon 25 février - Tchécoslovaquie 15 — 1 Allemagne de l'Est - Suède 8-3 Pologne - URSS 11-1 Finlande 26 février - Autriche 3-3 Japon 27 février - Pologne 8-3 Japon - Finlande 5-3 Allemagne de l'Est - URSS 22-1 Autriche - Suède 2-0 Tchécoslovaquie 28 février - Tchécoslovaquie 3-0 Finlande - URSS 10-1 Pologne | 1er mars - Allemagne de l'Est 9-2 Japon - Suède 10-0 Autriche 2 mars - Finlande 9-2 Autriche - Allemagne de l'Est 6-2 Pologne - Suède 18-0 Japon - URSS 2-2 Tchécoslovaquie 3 mars - Pologne 5-1 Autriche 4 mars - Tchécoslovaquie 25-1 Japon - Suède 9-3 Finlande - URSS 12-0 Allemagne de l'Est 5 mars - Allemagne de l'Est 3-1 Autriche - Finlande 5-2 Japon - Tchécoslovaquie 12-3 Pologne - URSS 4-4 Suède |

## Classement
| #      | Équipe             | PJ | V | N | D | BP | BC | Diff | Pts |
| ------ | ------------------ | -- | - | - | - | -- | -- | ---- | --- |
| Or     | Suède              | 7  | 6 | 1 | 0 | 62 | 11 | +51  | 13  |
| Argent | Union soviétique   | 7  | 5 | 2 | 0 | 77 | 9  | +68  | 12  |
| bronze | Tchécoslovaquie    | 7  | 5 | 1 | 1 | 66 | 9  | +57  | 11  |
| 4      | Finlande           | 7  | 4 | 0 | 3 | 28 | 33 | -5   | 8   |
| 5      | Allemagne de l'Est | 7  | 3 | 0 | 4 | 23 | 48 | -25  | 6   |
| 6      | Pologne            | 7  | 2 | 0 | 5 | 25 | 45 | -20  | 4   |
| 7      | Autriche           | 7  | 0 | 1 | 6 | 8  | 61 | -53  | 1   |
| 8      | Japon              | 7  | 0 | 1 | 6 | 11 | 84 | -73  | 1   |

À la surprise générale, les Suédois remportent leur seconde médaille d'or. Le classement pour le championnat européen fut le même cette année car seuls les Japonais ne comptaient pas, mais ils ont fini à la dernière place. Cet événement étant totalement inattendu, les organisateurs soviétiques n'avaient pas préparé l'hymne national suédois. À la place, les joueurs suédois annoncent vouloir chanter l'hymne depuis le système d'enceintes du stade. En réalité, ils chantent une chanson à boire suédoise nommée Helan Går (en),.

### Médaillés
Voici l'alignement complet des médaillés du tournoi :
| Champions du mondeSuède | Valter Åhlén, Anders Andersson, Lars Björn, Sigurd Bröms, Yngve Casslind, Hans Eriksson, Thord Flodqvist, Sven Tumba, Vilgot Larsson, Ehrling Lindström, Lars-Eric Lundvall, Eilert Määttä, Nisse Nilsson, Hans Öberg, Ronald Pettersson, Roland Stoltz, Hans Svedberg Entraîneur : Folke Jansson |

| ArgentUnion soviétique | Veniamin Aleksandrov, Ievgueni Babitch, Vsevolod Bobrov, Alekseï Gourychev, Vladimir Grebennikov, Ievgueni Iorkine, Pavel Jibourtovitch, Nikolaï Khlystov, Vitali Kostarev, Konstantin Loktev, Aleksandr Ouvarov, Iouri Pantioukhov, Nikolaï Poutchkov, Guenrikh Sidorenkov, Nikolaï Sologoubov, Aleksandr Tcherepanov, Ivan Tregoubov Entraîneur : Arkadi Tchernychiov |

| BronzeTchécoslovaquie | Stanislav Bacílek, Slavomír Bartoň, Ladislav Grabovský, Karel Gut, Jan Kasper, Jiří Kulíček, Václav Pantůček, Miloslav Pokorný, Bohumil Prošek, Miroslav Šašek, Karel Straka, Stanislav Sventek, František Tikal, František Vaněk, Václav Vilém, Miloslav Vinš, Miroslav Vlach Entraîneur : Vladimír Kostka, Bohumil Rejda |